# Bulnes Point
Der Bulnes Point (englisch; spanisch Punta Bulnes) ist eine felsige Landspitze, die den westlichen Ausläufer der Trinity-Insel im Palmer-Archipel westlich der Antarktischen Halbinsel bildet. Sie liegt 0,5 km östlich des Farewell Rock und 7,5 km nordwestlich des Skottsberg Point.
Teilnehmer der Zweiten Chilenischen Antarktisexpedition (1947–1948) benannten sie nach dem chilenischen Politiker Manuel Bulnes Sanfuentes (1911–1975), damaliger Verteidigungsminister Chiles.